# Districtul Kapoe
Kapoe (în thailandeză กะเปอร์) este un district (Amphoe) din provincia Ranong, Thailanda, cu o populație de 19.193 de locuitori și o suprafață de 657,688 km².

## Componență
Districtul este subdivizat în 5 subdistricte (tambon), care sunt subdivizate în 34 de sate (muban).
| Nr. | Nume         | În thailandeză | Sate | Inh.  |  |
| --- | ------------ | -------------- | ---- | ----- |  |
| 1.  | Muang Kluang | ม่วงกลวง        | 4    | 3,301 |  |
| 2.  | Kapoe        | กะเปอร์         | 10   | 6,832 |  |
| 3.  | Chiao Liang  | เชี่ยวเหลียง      | 7    | 1,912 |  |
| 4.  | Ban Na       | บ้านนา          | 8    | 3,000 |  |
| 5.  | Bang Hin     | บางหิน          | 5    | 4,148 |  |

|| 
|}